# 徳浄寺 (大阪市)
徳浄寺（とくじょうじ）は、大阪府大阪市浪速区にある浄土真宗本願寺派の寺院。本尊は阿弥陀如来。

## 歴史
大阪市南区寺院明細帖には「由緒、慶長四己亥年開基智観ナル者、本願寺第十二世准如法王ノ直弟トナリ、府下南区渡辺筋ニ建立ス、後チ宝永三丙戌年、今ノ地ニ移転シ文政元戊寅年宿融ノ災ニ罹リ悉皆鳥有ニ帰シ同五壬午年、当寺第六世順了檀家ノ協力ヲ以テ再建ス」とある。
1872年（明治5年）、大阪市立栄小学校の前身となる西大組第二十二区小学校を徳浄寺境内で創立する。

## 周辺
- 大阪市立浪速図書館
- 折口信夫生誕の地碑
- 敷津松之宮
- 願泉寺
- 正宣寺

## 交通
- 大阪環状線 芦原橋駅
- 関西本線・大阪環状線 今宮駅
- 地下鉄御堂筋線・四つ橋線 大国町駅